# تاتیانا کولپاکووا
تاتیانا کولپاکووا (روسی: Татьяна Алексеевна Колпакова (Аббясова)؛ زادهٔ ۱۸ اکتبر ۱۹۵۹) ورزشکار پرش طول زن اهل اتحاد جماهیر شوروی سوسیالیستی بود.